# Réserve naturelle de Kinnhalvøya
La Réserve naturelle de Kinnhalvøya  est une aire protégée norvégienne qui est située dans le municipalité de Larvik, dans le comté de Vestfold.

## Description
La réserve naturelle de 0,12 km2 a été créée en 2006, sur l'entrée est du fjord de Hummerbakken. Elle se compose de falaises rocheuses, de plages vallonnées et de zones avec une grande variété de types de végétation.
On y trouve des prairies sèches, des tourbières, des mares, des bancs de sable coquillier et des garrigues balayées par les vents.
Deux espèces rares de algues vertes ont été trouvées dans la région.